# Anna Porfirogènita
Anna Porfirogènita (rus: Анна Византийская Anna Vizantíïskaia; 13 de març de 963 – 1011) va ser una consort del Gran Príncep de la Rus de Kíev; va estar casada amb el gran príncep Vladímir I de Kíev.
Anna era la filla de l'emperador romà d'Orient Romà II i l'emperadriu Teòfano. Era també germana dels emperadors Basili II Bulgaròcton ('matador de búlgars') i Constantí VIII. Era «porfirogènita», filla legítima nascuda a la càmera porpra especial del palau de l'emperador romà d'Orient. Es considerava que la mà d'Anna tenia tant de valor que hi havia qui deia que Vladímir es va convertir al cristianisme només per casar-se amb ella.
Anna no volia casar-se amb Vladímir i va expressar la seva forta angoixa camí a les seves noces. En unir-se amb el gran príncep Vladímir, Anna es va convertir en «gran princesa de Kíev», però a la pràctica era referida com a reina o tsarina, probablement com a signe de la seva pertinença a la casa imperial romana d'Orient. Va participar activament a la cristianització de la Rus de Kíev: va actuar com a consellera religiosa de Vladímir i va fundar diversos convents i esglésies pel seu compte. No se sap si va ser mare biològica d'algun dels fills de Vladímir, encara que alguns acadèmics han assenyalat que Anna i Vladímir van poder tenir almenys tres fills, entre ells Borís i Gleb.